# Axonchium micrans
Axonchium micrans är en rundmaskart som beskrevs av Robert Folger Thorne 1939. Axonchium micrans ingår i släktet Axonchium och familjen Belondiridae. Inga underarter finns listade i Catalogue of Life.